# مدیسون (کارولینای شمالی)
مدیسون (به انگلیسی: Madison) شهری در ایالت کارولینای شمالی کشور ایالات متحده آمریکا است که جمعیت آن در سرشماری سال ۲۰۱۰ میلادی، ۲٬۲۴۶ نفر بوده‌است.